# 猿澤真治
猿澤 真治（さるさわ しんじ、1969年6月9日 - ）は、広島県出身のサッカー指導者、元サッカー選手。

## 来歴
広島県出身。広島工業高校では1986年、1987年と2年連続で全国高校サッカー選手権に出場した。大阪体育大学を卒業後は、香川県内の中学校に勤務しながら、1999年まで香川紫雲クラブ（現・カマタマーレ讃岐）でプレーした。また1993年には、香川県として出場した国体 成年2部で優勝の実績を挙げた。
1996年からは、香川県や四国の3種（U-15）トレセン責任者を歴任。2007年より日本サッカー協会（JFA）ナショナルトレセンコーチ四国担当に就任した。2008年7月に中学校を退職後、日本オリンピック委員会（JOC）のスポーツ指導者海外研修員として同年8月から1年間フランスに派遣され、フランスナショナルフットボール学院（INF）でU-13からU-15年代の育成プログラムの研修を受けた。帰国後も引き続きJFAナショナルトレセンコーチを務め、2013年にJFA 公認S級コーチライセンスを取得した。
2017年よりレノファ山口FCのアカデミーダイレクターに就任。リーグ開幕直前、トップチームにコーチとして登録された。同年5月、上野展裕の監督退任に伴い、監督代行としてトップチーム2試合の指揮を執り、監督に就任したカルロス・マジョールに引き継いでアカデミーダイレクターに復任した。
2019年シーズン限りでレノファ山口FCを任期満了で退任し、藤井奈々の後任としてジェフユナイテッド市原・千葉レディースの監督に就任した。
2023年1月8日、成績不振によりジェフユナイテッド市原・千葉レディースの監督を退任。同年1月21日、AC長野パルセイロU-13監督兼アカデミーアドバイザーに就任した。2023年シーズン限りでAC長野パルセイロを任期満了で退任。
2024年からはJFAアカデミー福島（男子）の監督に就任。

## 所属クラブ
ユース経歴
- 1985年 - 1987年 広島県立広島工業高等学校
- 1988年 - 1991年 大阪体育大学

アマ経歴
- 1992年 - 1999年  香川紫雲クラブ

## 指導歴
- 1992年 - 1996年 高松市立紫雲中学校サッカー部 顧問
- 1997年 - 1999年 飯山町立飯山中学校サッカー部 顧問
- 2000年 - 2005年 高松市立山田中学校サッカー部 顧問
- 2006年 - 2008年 高松市立鶴尾中学校サッカー部 顧問
- 1996年 - 2004年 香川県3種トレセン 責任者
- 2003年 - 2006年 四国3種トレセン 責任者
- 2007年 - 2016年 日本サッカー協会 ナショナルトレセンコーチ 四国担当
- 2017年 - 2019年  レノファ山口FC
  - 2017年 - 2019年 アカデミーダイレクター
  - 2017年5月 - 6月 トップチーム 暫定監督
- 2020年 - 2023年1月  ジェフユナイテッド市原・千葉レディース 監督
- 2023年1月 - 2024年1月  AC長野パルセイロU-13 監督 兼アカデミーアドバイザー
- 2024年2月 -   JFAアカデミー福島U-15 監督

## 監督成績
| 年度 | 所属 | クラブ | リーグ戦 | リーグ戦 | リーグ戦 | リーグ戦 | リーグ戦 | リーグ戦 | カップ戦 | カップ戦 |
| 年度 | 所属 | クラブ | 順位     | 勝点     | 試合     | 勝       | 分       | 敗       | リーグ杯 | 天皇杯   |
| ---- | ---- | ------ | -------- | -------- | -------- | -------- | -------- | -------- | -------- | -------- |
| 2017 | J2   | 山口   | -        | 0        | 2        | 0        | 0        | 2        | -        | -        |

- 2017年は暫定監督